# Danitas

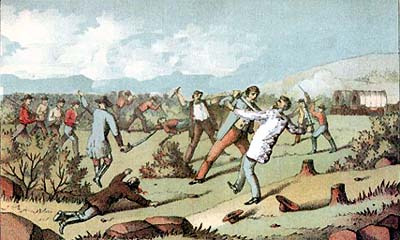
Carga de los danitas. Por William Heth Whitsitt

Los danitas eran una organización fraternal que habría sido fundada entre los Santos de los Últimos Días en junio de 1838, en el pueblo de Far West, Misuri, Estados Unidos. La leyenda nació durante el breve periodo de organización formal de la iglesia en Misuri, en la que el disidente mormón Sampson Avard referiría en una corte que los danitas aparecieron como grupos de justicieros y que tomarían una parte primordial en los eventos de la Guerra Mormona. La naturaleza y el alcance exactos de la organización y su conexión con La Iglesia de Jesucristo de los Santos de los Últimos Días es un motivo de bastante controversia entre los historiadores. Muchos los utilizan como parte de sus novelas del oeste americano. El humorista estadounidense Mark Twain hizo uso de los danitas en el registro ficticio Roughing It sobre su estadía de dos días en Salt Lake City en 1861. Sir Arthur Conan Doyle, publicó en 1890 la novela de misterio Estudio en escarlata, en la que el personaje de Sherlock Holmes resuelve un asesinato cometido por danitas en Salt Lake City. A comienzos del siglo XX al menos 50 novelas publicadas en inglés usaban personajes danitas para describir tramas de pillaje, conspiración y asesinato entre los ciudadanos más pacíficos. No existen registros de que la organización haya existido en Nauvoo, Illinois, o en el territorio de Utah.

## Antecedentes
En 1834, durante la marcha del "Campo de Sión", Joseph Smith creó una milicia conocida como "Ejércitos de Israel" para proteger a su comunidad. Es a este grupo al que más se asocia con los "danitas". Después de la Guerra Mormona de 1838, el término "danita" era a menudo conectado con cualquier militantismo de los Santos de los Últimos Días, incluyendo la policía de Nauvoo, los guardaespaldas de Joseph Smith (hijo), la «brigada de los que tallaban y silbaban» (del inglés, whittling and whistling brigade) y los llamados «ángeles vengadores» de Brigham Young (del inglés Avenging Angels). A pesar de que algunos de los miembros de estos grupos habrían sido nombrados por Avard como "danitas originales" durante el período de Misuri, el liderazgo de esta sociedad secreta de 1838, en particular Sampson Avard, no estaba asociado con los dirigentes de las milicias que mantenían la paz y que usaban para sí el mismo nombre.
Antes de 1838, el Movimiento de los Santos de los Últimos Días tenía dos sedes, una en Kirtland, Ohio, y la otra en el noroeste de Misuri. La Primera Presidencia de la iglesia estaba radicada en Kirtland, mientras que la iglesia de Misuri era dirigida por lo que se conoce como una "estaca" dirigida por David Whitmer, W. W. Phelps y John Whitmer. En 1836, John Whitmer y Phelps fundaron el pueblo de Far West, en Misuri, lugar donde estaba el centro de la iglesia en ese estado. Hasta 1837, la iglesia en Kirtland se encontraba dividida por conflictos financieros en algunas inversiones de la iglesia, incluyendo un banco, el llamado "Kirtland Safety Society". Finalmente, Joseph Smith y Sidney Rigdon, miembros de la Primera Presidencia, perdieron control de las propiedades de la iglesia, incluyendo el Templo de Kirtland, a manos de disidentes liderados por el excomulgado Warren Parish quien, en una ocasión, entró al templo armado de pistolas y navajas. Smith, Rigdon y la iglesia se reubicaron a Far West en abril de 1838.
En Misuri, los desacuerdos financieros también causaron insatisfacción y disidentes. La presidencia en Misuri fue acusada de fraude y las demandas fueron lidiadas en varios juicios civiles en los que la iglesia y sus miembros perdieron tierras y otras posesiones. El liderazgo en Misuri fue relevado, llamando a una nueva presidencia de la "estaca". Thomas B. Marsh fue nombrado como nuevo presidente, con Brigham Young y David W. Patten sus consejeros. Fue en esa época que Oliver Cowdery y David Whitmer fueron excomulgados de la iglesia.

## Etimología
La organización del grupo de danitas es incierta. Los rumores apuntan a Sampson Avard como el líder de los danitas, aunque en noviembre de 1838 Avard acusó ante un tribunal a Joseph Smith de ser el líder del grupo de justicieros.
Existen varias hipótesis sobre el origen del nombre. Una de ellas indica que Sampson Avard habría escogido el nombre por la tribu a la que pertenecía el profeta bíblico Sansón, de quien obtuvo su propio nombre (Sampson). Sansón era descendiente de la tribu de Dan, uno de los doce hijos del profeta Israel.
Otra alternativa es que el grupo haya recibido el nombre de la tribu de guerreros descendientes del patriarca Dan, cuyo nombre significa Dios juzgará. Aunque Dan era inicialmente una tribu de poca relevancia, incapaz de conquistar a la región que se le asignó, el libro de los Jueces cuenta que un grupo de 600 guerreros de Dan marcharon y conquistaron a la más grande y fuerte ciudad de Laish.
El nombre danita puede también referirse a la profecía bíblica del libro de Daniel sobre que los justos conquistarán los reinos de la tierra para siempre.

## Comunidad de danitas
Albert Perry Rockwood, un residente de La Iglesia de Jesucristo de los Santos de los Últimos Días en Far West, describió en su diario sobre una pequeña comunidad pública que funcionaba más como un pueblo que como un grupo secreto. Sus descripciones incluían faenas civiles y sociales entre el grupo, sin mención de elementos de ataque o de agresión. Es la única referencia sobre la comunidad y no se explica si fue organizado por líderes de la iglesia o si era una facción de la iglesia.

## Anti-disidentes
Una de las primeras asignaciones que le sería atribuida al grupo de los danitas fue la de proceder en contra de los disidentes de la iglesia. Reed Peck, uno de los disidentes, mencionó haber escuchado a dos de sus compañeros de religión, Jared Carter y Dimick B. Huntington, proponer que el grupo matara a los disidentes para prevenir injurias a la iglesia. Al parecer, Thomas B. Marsh, antes de su excomunión de la iglesia, convenció al grupo de abandonar la propuesta. Después de ser excomulgado, Marsh afirmó haber estado presente en una reunión en la que los danitas hicieron juramentos de apoyar a la cabeza de la iglesia en todo lo que hiciera, fuera justo o no. No existen evidencias de que el grupo se haya puesto de acuerdo en alguna agenda de contraataque o de defensa.
John N. Sapp, otro disidente, afirmó ante un oficial de su condado que era parte del grupo de justicieros danitas y su testimonio se usó en un juicio contra Joseph Smith el 12 de noviembre de 1838. En su declaración, Sapp testificó oír de Sidney Rigdon y Lyman Wright que su objetivo era hacerle guerra a sus enemigos en Misuri y que los danitas habían jurado prevenir que se hablara en contra de Smith, aunque se tuviese que recurrir al asesinato del testigo.